# باردزراشن (آرارات)
باردزراشن (به ارمنی: Բարձրաշեն) یک شهر در ارمنستان است که در استان آرارات واقع شده‌است. باردزراشن در  کیلومتری شمال آرتاشات، مرکز استان آرارات واقع شده است.

## خصوصیات
باردزراشن ۱٬۴۱۱ نفر جمعیت دارد و در ارتفاع  متر بالاتر از سطح دریا قرار گرفته است.